# Luis Enrique Martínez Argote
Luis Enrique Martínez Argote (Fonseca, La Guajira, 24 de febrero de 
1923 - Santa Marta, Magdalena, 25 de marzo de 1995), apodado "El pollo vallenato" fue un músico colombiano, intérprete del acordeón diatónico, cantante, verseador y compositor de música vallenata.

## Trayectoria
Luis Enrique Martínez nació en un hogar de campesinos conformado por Santander Martínez y Natividad Argote. Desde muy joven tuvo gusto por el verseo, la piqueria y la música de acordeón, al tiempo que ejercía oficios varios como la ganadería y la serraría. Su padre hacía techos de palma, era acordeonero aficionado, y una vez Luis Enrique aprendió a tocar el acordeón le acompañaba en las maracas o con el redoblante cuando realizaban presentaciones en fiestas o las llamadas "colitas".
A los 13 años de edad se fue a vivir con su madre en la población de Fundación, Magdalena Grande. Fue en esta población donde recibió la influencia musical vallenata por parte del acordeonero Francisco Rada y otros músicos provincianos, con los que empezó a realizar presentaciones en fiestas, en distintas poblaciones de la región.
Durante sus correrías musicales, conoció a Juan Madrid en la población de El Banco, Magdalena y lo enseñó a cantar y a acompañarse con la guitarra. En estas fiestas se empezó a ganar el apodo de "El pollo vallenato" porque verseaba y era bueno en la piqueria (de "pique", enfrentamiento), comparando esta gesta a las peleas de gallos.
En 1948, Martínez realizó su primera grabación musical con los temas Seis días de la semana y Recuerdo de Emilianito.
En 1947 Martínez contrajo matrimonio con Rosalbina Serrano, en El Copey, región del Cesar y se radicaron en esta población. De esta unión nacieron dos hijos; Victoria y Moisés Martínez Serrano. En 1971 la familia se radicó en Santa Marta por las complicaciones de Martínez con la diabetes y también cinco años en Bogotá para poder ser tratado de esta enfermedad.

### "Rey Vallenato" del Festival de la Leyenda Vallenata (1973)
Su primer intento en el Festival de la Leyenda Vallenata fue 1968 y luego 1971, sin embargo no logró llegar a la final.
El 30 de abril de 1973 Martínez resultó ganador de la categoría "Rey Vallenato" acordeón profesional del Festival de la Leyenda Vallenata en Valledupar. En la competencia venció a los acordeoneros Julio de la Ossa y Andrés Landero, con un jurado integrado por los reyes vallenatos de los cinco anteriores festivales: Alejandro Durán, Colacho Mendoza, Calixto Ochoa, Alberto Pacheco y Miguel López Gutiérrez.
En 1987 concursó en la competencia del Festival de la Leyenda Vallenata "Rey de Reyes" segunda generación, sin embargo resultó ganador el acordeonero Colacho Mendoza.

## Muerte
Martínez murió en la ciudad de Santa Marta tras permanecer varios días en una clínica, internado por problemas de diabetes y una complicación prostática. Cuatro meses antes, Martínez había perdido uno de los dedos de su pie debido a la diabetes.
Fue sepultado en el corregimiento El Hatico, correspondiente al pueblo de Fonseca (la Guajira).

## Legado
Tras su muerte numerosos artistas del vallenato han seguido grabando sus temas, igualmente su interpretación del acordeón fue guía para que otros acordeoneros adoptaran su estilo de interpretar el instrumento. 
En el 2008, el escritor y folclorista Julio Oñate Martínez escribió un libro sobre varios juglares vallenatos incluyendo la historia detrás de la canción El mago de El Copey de la autoría de Martínez. En el 2010, el escritor volvió a escribir una crónica sobre la historia de otra composición musical de Martínez titulada El gavilán de El Paraíso, en el libro Bajo el cielo e' Valledupar.

## Discografía
Algunos de los álbumes musicales grabados por Luis Enrique Martínez:
- 1964: Luis Enrique Martínez con conjunto lírico vallenato
- 1964: Tres reyes del acordeón Vol. 1
- 1964: Tres reyes del acordeón Vol. 2
- 1965: Cereteñita
- 1965: Ases del acordeón Vol. 1
- 1965: Tres reyes del acordeón Vol. 3
- 1965: Tres reyes del acordeón Vol. 4
- 1966: Tres reyes del acordeón Vol. 5
- 1966: Tres reyes del acordeón Vol. 6
- 1966: Ases del acordeón Vol. 2
- 1967: Los pioneros del acordeón
- 1967: Tres reyes del acordeón Vol. 7
- 1967: Tres reyes del acordeón Vol. 8
- 1968: ¡Los campeones del Festival Vallenato!
- 1968: Tres reyes del acordeón Vol. 9
- 1968: Tres reyes del acordeón Vol. 10
- 1975: "El pollo vallenato" Buen querer
- 1969: Tres reyes del acordeón Vol. 11
- 1969: Tres reyes del acordeón Vol. 12
- 1970: Candelazos curro Vol. 14
- 1971: La pijama de palo
- 1971: Los tres grandes del acordeón vallenato Vol. 2
- 1973: Ganador 6to Festival de la Leyenda Vallenata 1973
- 1973: Relatos de Macondo
- 1973: El gran vallenato
- 1973: 5 grandes del acordeón
- 1973: Puro vallenato
- 1974: Vallenatos
- 1974: Luis Enrique Martínez y su conjunto
- 1974: Vía libre al vallenato
- 1975: Duelo de acordeones
- 1979: Realeza Vallenata Vol. 5
- 1982: El reencuentro
- 1982: Dos grandes del auténtico vallenato
- 1985: La niña esquiva
- 1985: Clásicos del vallenato
- Cumbia de Valledupar / Cumbia Feliz
- 1991: Herencia Paternal
- 2006: Historia musical

## Composiciones
Algunas de las composiciones de Luis Enrique Martínez:
- Luis Enrique Martínez
- Soy el vallenato
- El gavilán de El Paraíso
- El pollo vallenato: grabada por Carlos Vives y Egidio Cuadrado en el álbum Clásicos de la provincia II 2009.
- No te da dolor
- El mago de El Copey
- El gallo jabao
- La carta
- Que dolor
- La fama
- La niña esquiva
- El parrandero
- Maricela
- Amor irresistible
- El hombre divertido
- Jardín de Fundación
- Adiós corazoncito
- La cereteñita
- Mi chinita
- Alegre golondrina
- El corralero
- Por ti vivo delirando
- Lucero de la montaña
- La dejó el tren
- El sonsito
- La puertecita
- La botellita
- La despedida
- No me guardes luto
- El pique
- La vaciladora
- La Tijera
- Seis días de la semana
- Zunilda
- Flores copeyanas
- La novilla
- Alcirita
- Mujer irresistible
- Saludo cordial
- Los recuerdos de Ocha
- Secreto raro
- Mi morenita

Aunque a Luis Enrique se le atribuye erróneamente la autoría de La cumbia cienaguera, Esteban Montaño fue determinado como autor de la letra, mientras que Andrés Paz Barros, fue asignado como dueño, como autor de la melodía; mientras que a Luis Enrique, quien hizo famosa la canción se le consideró arreglista e intérprete.